# Âşık Veysel Şatıroğlu
Aşık Veysel Şatıroğlu [asık vejszel satırólu] (1894. október 25. – 1973. március 21.), ismertebb nevén Aşık Veysel, alevi bárd, a török népi irodalom egyik kedvelt költője, dalszerzője, bağlama- és szazjátékosa. 

## Életútja
Sivas tartomány egyik kis falujában, Sivrialanban született, és ugyanitt halt meg. 1901-ben himlőjárvány tört ki Sivasban és Veysel is elkapta, bal szemére megvakult. A jobb szemét túlságosan erőltette, s szürkehályog keletkezett rajta, ezért élete nagy részét gyakorlatilag vakon élte le. Édesapja gyakorta népi költők verseiből szavalt fiának, hogy megnyugtassa. A térség költői hamarosan gyakori vendégek lettek náluk, zenéltek és énekeltek, Veysel pedig hallgatta őket. Hamarosan szazleckéket vett apja egyik barátjától, Çamışıhlı Ali agától, s egyre jobban megtanult játszani a hangszeren. Megismerkedett Pir Sultan Abdal, Karacaoğlan, Dertli és Ruhsati művészetével. A háború idején szinte összes barátja bevonult harcolni, s Veysel egyedül maradt magányában. A háború után szülei rábeszélték, hogy vegye feleségül egyik rokonát, Esmát, hogy ne maradjon egyedül idős korában. A házasságból egy leány és egy fiúgyermek született, azonban utóbbi csecsemőkorában meghalt. 1921-ben édesanyját, majd 1922-ben apját is elvesztette, felesége pedig később megszökött egy felfogadott szolgával.
Ekkortájt számos bárd, Karacaoğlan, Emrah, Âşık Sıtkı és Âşık Veli látogatott a városába, akiknek előadására elment. 1933-ig híres ozánok verseit játszotta és énekelte, majd ekkor a köztársaság kikiáltásának tizedik évfordulóján Ahmet Kutsi Tecer iránymutatása szerint a költők a köztársaságról és Mustafa Kemal Atatürkről írtak verseket. Veysel verse az „Atatürk Törökország megmentője…” sorral kezdődött. Ali Rıza Beynek, Ağcakışla polgármesterének is megtetszett eme műve, s szerette volna Ankarába küldeni. Veysel Ibrahim nevű barátjával indult útnak, három havi gyaloglás után, télen érkeztek meg. 45 napot töltöttek barátoknál, azonban nem tudtak megmutatni verseit Atatürknek. A helyi újság végül közölte műveit három napon keresztül. Ezután Veysel bejárta az országot, zenélt és énekelt, nagy megbecsülésnek örvendett.
Ahmet Kutsi Tecer kezdeményezésére kezdett el falusi intézetekben dolgozni Arifiyében, Hasanoğlanban, Çiftelerben, Kastamonuban, Yıldızeliben és Akpınarban. A török parlament 1965-ben 500 lírás havi járadékot ítélt meg neki, köszönetképp a török nyelv hagyományainak ápolásáért és a nemzethez való hűségéért.  1973. március 21-én hajnali fél négykor hunyt el szülőfalujában. Szülőháza ma múzeumként működik. 
Dalai, versei szomorúak, általában az elmúlásról, a halál elkerülhetetlenségéről szólnak. Dalai ma is népszerűek, több neves énekes is feldolgozta őket, többek között Özdemir Erdoğan és Tarkan is: Aşık Veysel Uzun İnce Bir Yoldayım (Hosszú, szűk úton járok én) című dala szerepel Tarkan Dudu című albumán. Szintén Veyselnek állít emléket Kobzos Kiss Tamás és Erdal Şalikoğlu Szívetekben őrizzetek című török–magyar kétnyelvű lemeze. 